# Daniele Giovanardi
Daniele Giovanardi (ur. 15 stycznia 1950 w Modenie) – włoski lekarz, w młodości lekkoatleta, płotkarz i sprinter, olimpijczyk z 1972.
Wystąpił w biegu na 400 metrów przez płotki na mistrzostwach Europy w 1971 w Helsinkach, lecz odpadł w eliminacjach. Zwyciężył w sztafecie 4 × 400 metrów (w składzie: Sergio Bello, Lorenzo Cellerino, Giovanardi i Giacomo Puosi) na igrzyskach śródziemnomorskich w 1971 w Izmirze. Na igrzyskach olimpijskich w 1972 w Monachium włoska sztafeta 4 × 400 metrów w składzie: Giovanardi, Puosi, Cellerino i Bello odpadła w eliminacjach. 
Giovanardi był mistrzem Włoch w biegu na 400 metrów przez płotki w 1973.
Z wykształcenia jest lekarzem. Pracuje w poliklinice w Modenie. Jego brat bliźniak Carlo Giovanardi jest znanym politykiem, byłym ministrem i wieloletnim deputowanym do parlamentu. 